# Ayalongrottan

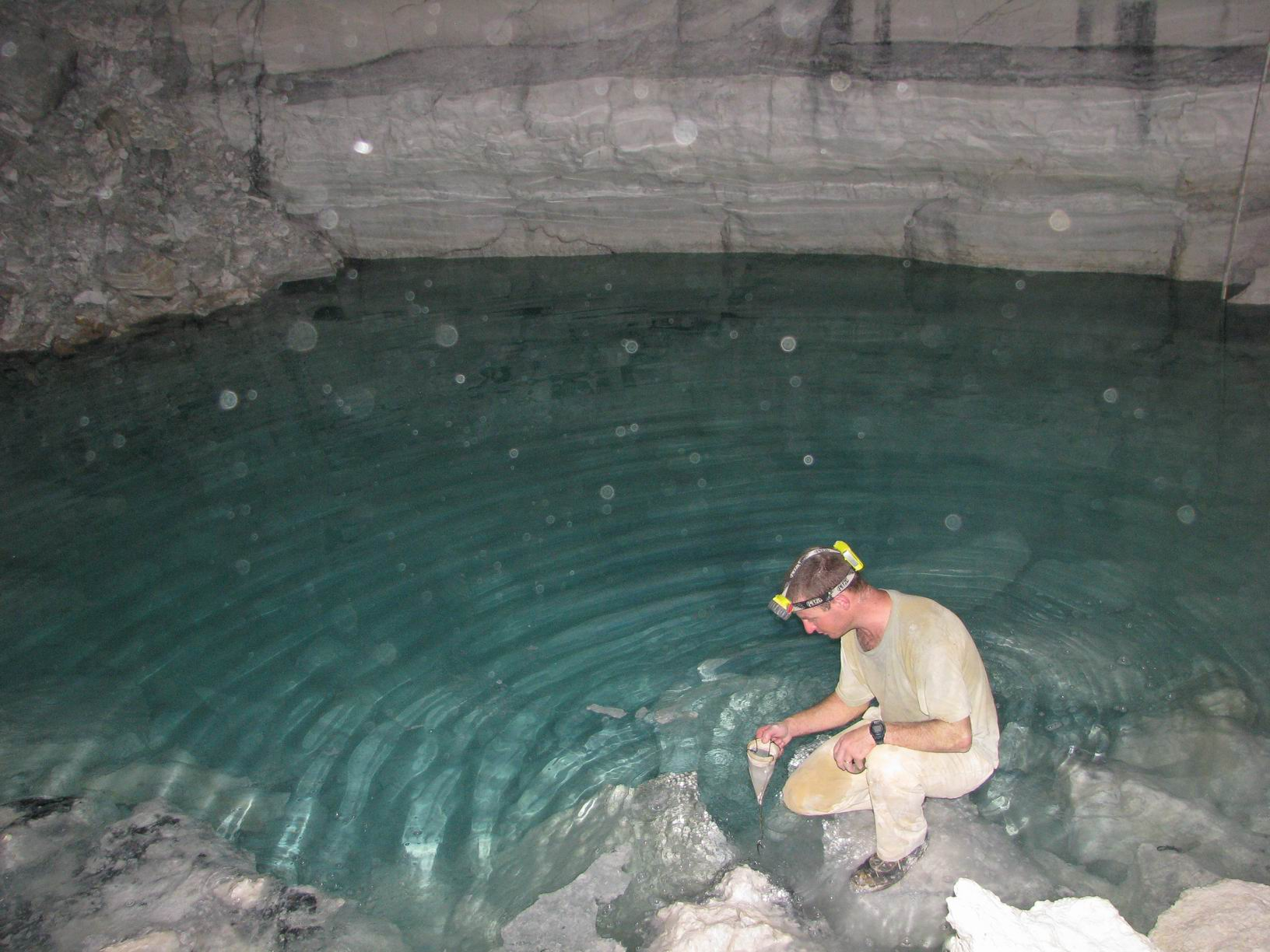
Provtagning i grottan.

Ayalongrottan är en ficka som legat isolerad från omvärlden i ca 5 miljoner år vilket har fått till följd att de djur som funnits där utvecklat till helt unika arter. Grottan finns i närheten av Ramla i Israel och är ca 2,5 km lång.